# 3-Pyrrolidon
3-Pyrrolidon ist eine chemische Verbindung. Sie gehört den Stoffklassen der cyclischen Amine und der Ketone an. Sie ist isomer zu γ-Butyrolactam, das der Stoffklasse der Lactame zugehörig ist.

## Darstellung
3-Pyrrolidon kann beispielsweise aus der Kondensationsreaktion eines tertiären Amins mit katalytischen Mengen an Natriumethanolat (NaOEt) und anschließender schwefelsaurer Aufarbeitung hergestellt werden. Aus dieser Reaktion wird zunächst ein substituiertes 3-Pyrrolidon erhalten, das in einer weiteren Reaktion mittels Salzsäure (HCl) zunächst verseift und dann decarboxyliert wird.